# Bhakti (Album)
Bhakti ist ein Jazzalbum von Zoh Amba. Die in den Park West Studios, New York City, entstandenen Aufnahmen erschienen 2022 auf Mahakala Music.

## Hintergrund
Die Saxophonistin Zoh Amba greift auf Traditionen zurück, die in den 1960er-Jahren von Künstlern wie Albert Ayler, Pharoah Sanders, Archie Shepp und Peter Brötzmann entstanden sind, notierte Marc Corroto. Ihre Musik, wie die der frühen Karriereerkundungen ihres Mentors David Murray, würde „die Bräuche der Brandstifter der 1960er-Jahre für eine neue Generation aufrechterhalten“. Amba nahm das Album in Quartettbesetzung mit Micah Thomas am Piano und Tyshawn Sorey am Schlagzeug auf. Hinzu kam der Gitarrist Matt Hollenberg beim letzten Stück „Awaiting Thee“.

## Titelliste
- Zoh Amba: Bhakti (Mahakala Music MAHA-032)[2]

1. Altar-Flower 29:05
2. The Drop and the Sea 10:09
3. Awaiting Thee 20:54

Die Kompositionen  stammen von Zoh Amba.

## Rezeption
Nach Ansicht von Mark Corroto, der das Album in All About Jazz rezensierte, würden Ambas zuletzt aufgenommene Alben, die dicht aufeinander erschienen sind, von ihrem großen Talent zeugen. Ähnlich wie John Coltranes Sound in seiner späteren Karriere, zapfe Amba dieselbe transzendente Energie an. Aylers süßes Temperament und Vibrato werde mit der Eröffnung von „The Drop and the Sea“ unterminiert. Die Hinzufügung des Avantgarde-Metal-Gitarristen Matt Hollenberg in „Awaiting Thee“ würde das Trio auf eine andere Intensitätsebene bringen und lasse alle Spieler in Richtung eines [geweiteten] musikalischen Ereignishorizonts Transzendenz erreichen.
Das Album kam auf Position 6 des 17. Francis Davis Jazz Poll (einer Auswertung der jährlichen Top-10-Listen von 151 Jazzkritikern) in der Kategorie „Debüt“.